# Proyecto Edén
El Proyecto Edén, (en inglés: Eden Project) es una atracción turística construida en una mina de arcilla caolinita rehabilitada; ubicada a 2 km de la ciudad de St Blazey en el condado de Cornualles, Inglaterra. El complejo está dominado por dos enormes recintos que consisten en cúpulas geodésicas contiguas que albergan miles de especies de plantas y cada recinto emula un bioma natural. Las cúpulas consisten en cientos de celdas infladas de tetrafluoroetileno (ETFE) hexagonales y pentagonales sostenidas por soportes tubulares de acero. El mayor de los dos biomas simula un ambiente de selva tropical (y es la selva tropical interior más grande del mundo) y el segundo bioma simula un ambiente de clima mediterráneo. La atracción también tiene un jardín botánico exterior que alberga muchas plantas y vida silvestre nativa de Cornualles y el Reino Unido en general.

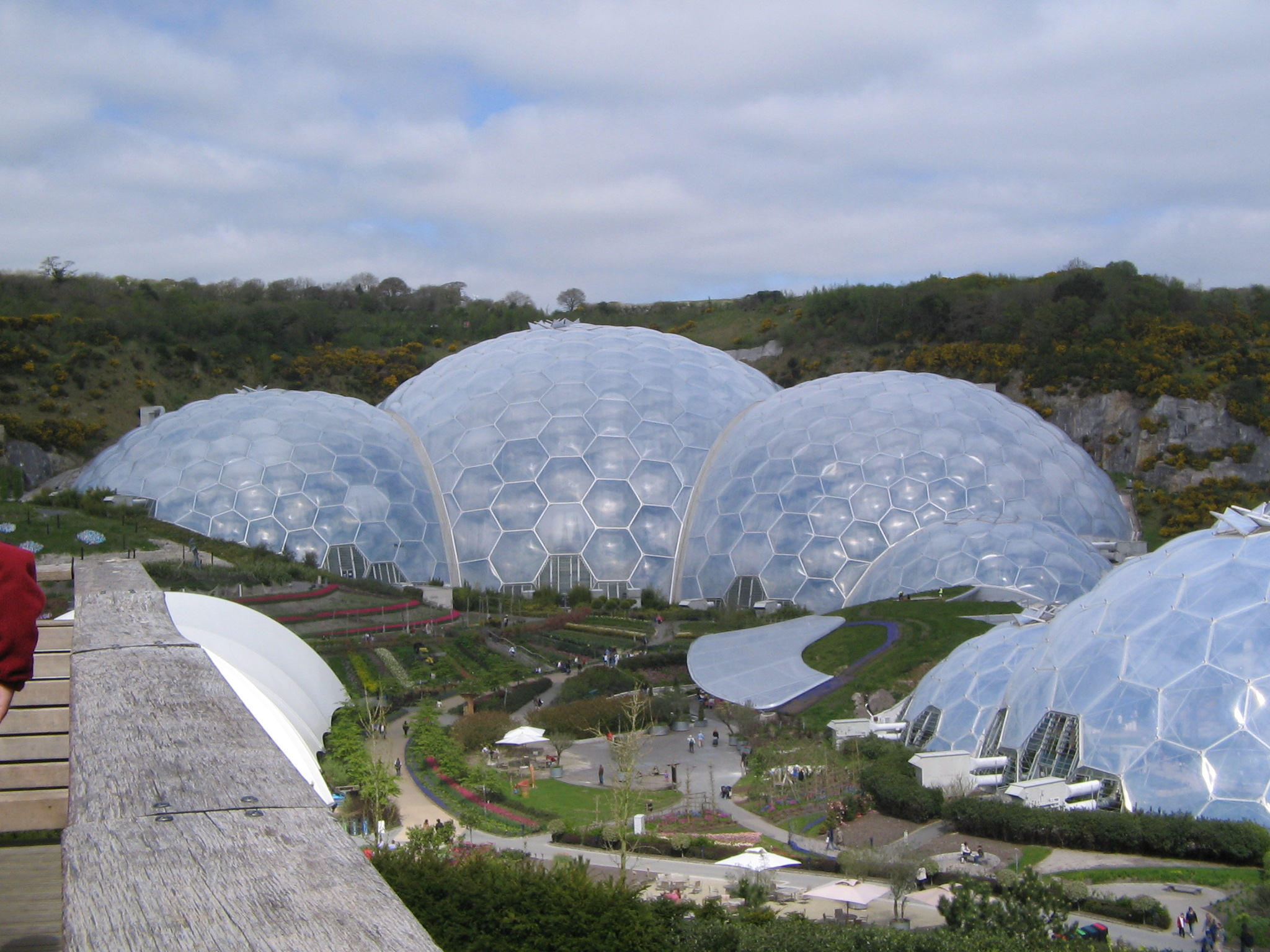
El Proyecto Edén.

El proyecto fue concebido por Tim Smit y diseñado por Nicholas Grimshaw y la firma de ingeniería estructural Anthony Hunt Associates (ahora parte de Sinclair Knight Merz). La firma Davis Langdon (subsidiaria de AECOM) llevó a cabo la gestión del proyecto, las firmas Sir Robert McAlpine y Alfred McAlpine hicieron la construcción, la empresa MERO diseñó y construyó las estructuras de acero del bioma y el grupo Arup proveyó los servicios de ingeniería, consultoría económica, ingeniería ambiental e ingeniería del transporte. Land Use Consultants dirigió el plan maestro y el diseño del paisaje. El proyecto tardó dos años y medio en construirse y se abrió al público el 17 de marzo de 2001.
Desde 2002, el Proyecto ha sido la sede de un festival de música, llamado Eden Sessions. Entre los artistas que se han presentado en este evento se encuentran Amy Winehouse, James Morrison, Muse, Lily Allen, Snow Patrol, Pulp, Brian Wilson y The Magic Numbers. El Eden Sessions 2020 se pospuso un año debido  al cierre del Proyecto Edén por la Pandemia de COVID-19. El reparto del Eden Sessions 2021 esta encabezado por Diana Ross, Lionel Richie , The Script y My Chemical Romance. En el 2005 el Proyecto fue uno de los escenarios para el concierto Live 8. Adicionalmente el Proyecto Edén fue una de las locaciones donde se filmó la cinta Die Another Day de la franquicia cinematográfica James Bond.

## Historia
El lugar se inauguró el 17 de marzo de 2001, después de dos años y medio de construcción en una antigua cantera de caolín. Incluye dos invernaderos, cada uno de los cuales alberga un bioma diferente:
- En el que se reproducen los climas tropicales húmedos es el invernadero tropical más extenso del mundo.
- El otro reproduce los climas calientes y secos de tipo mediterráneo.

## Galería

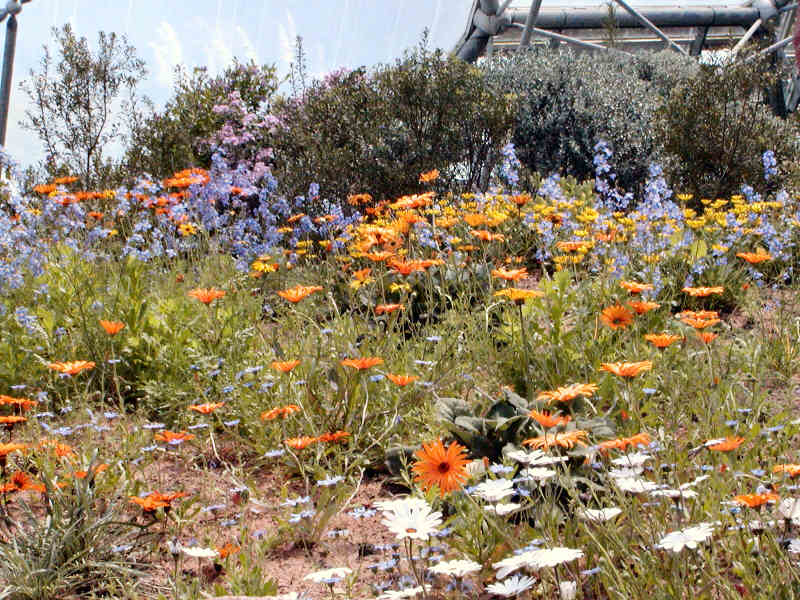
Pradera en Eden
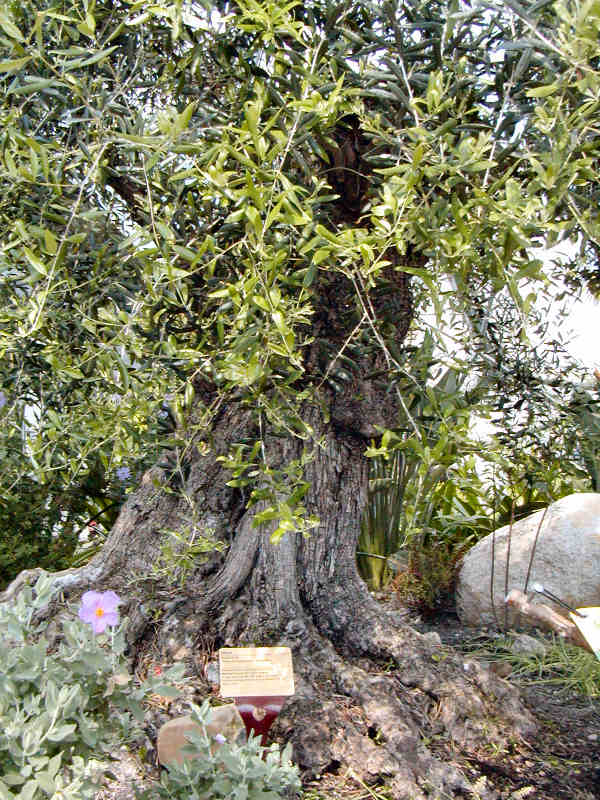
Un viejo olivo en la cúpula subtropical
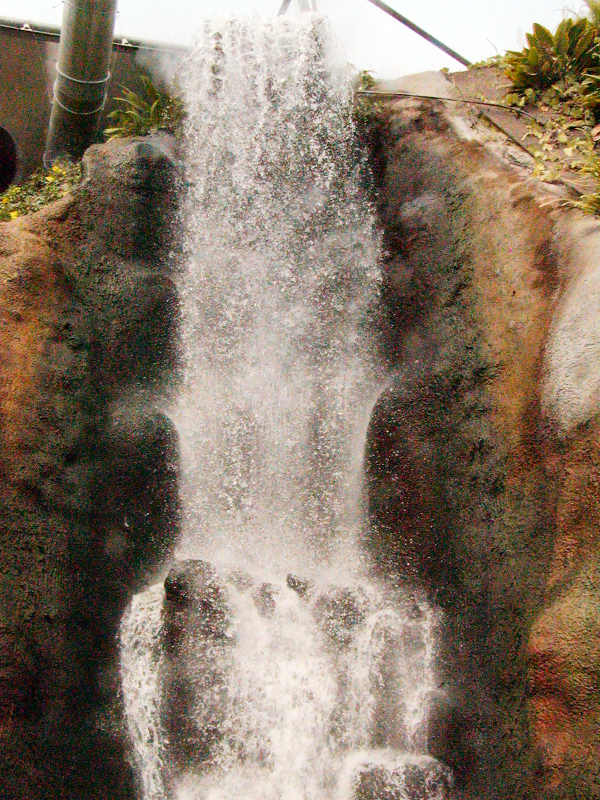
Catarata en la cúpula tropical
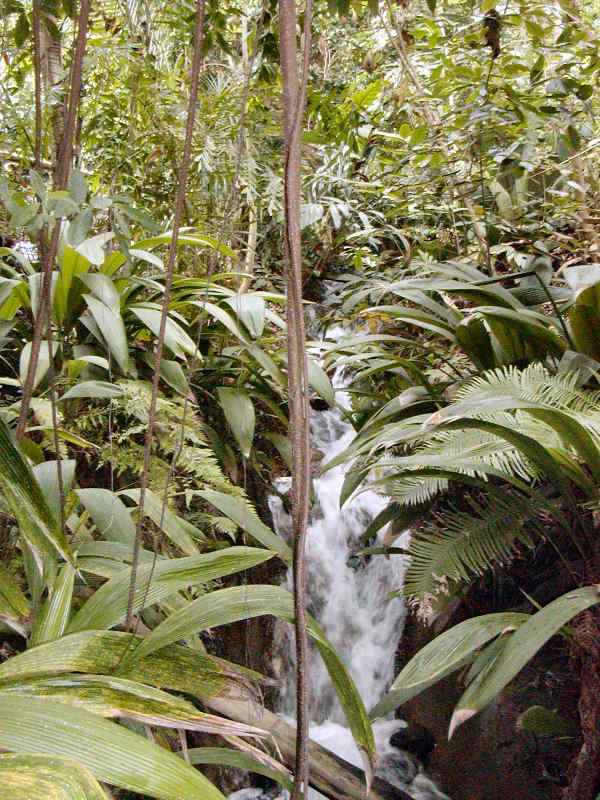
Arroyo en la cúpula tropical
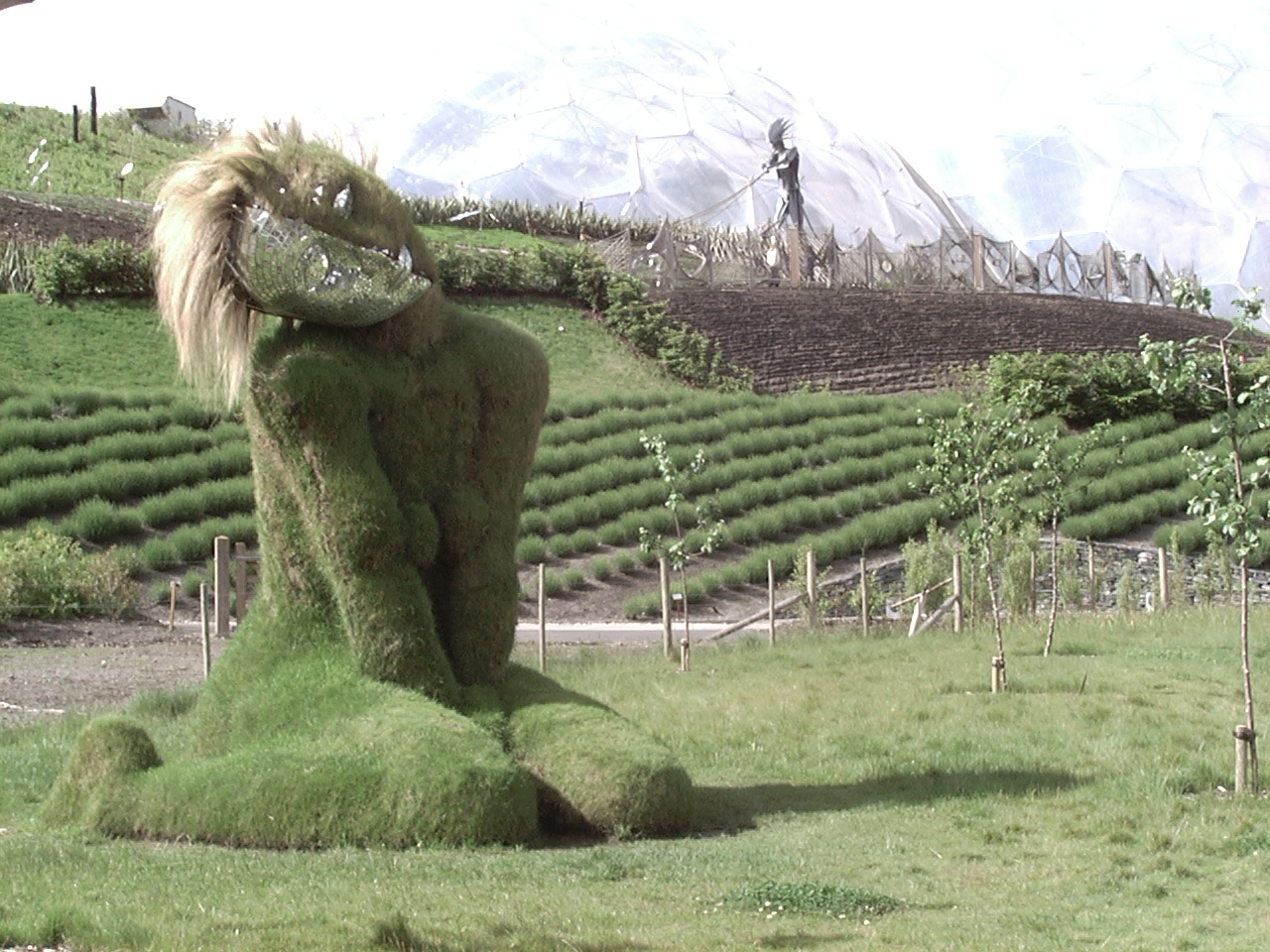
Topiaria, mujer de hierba
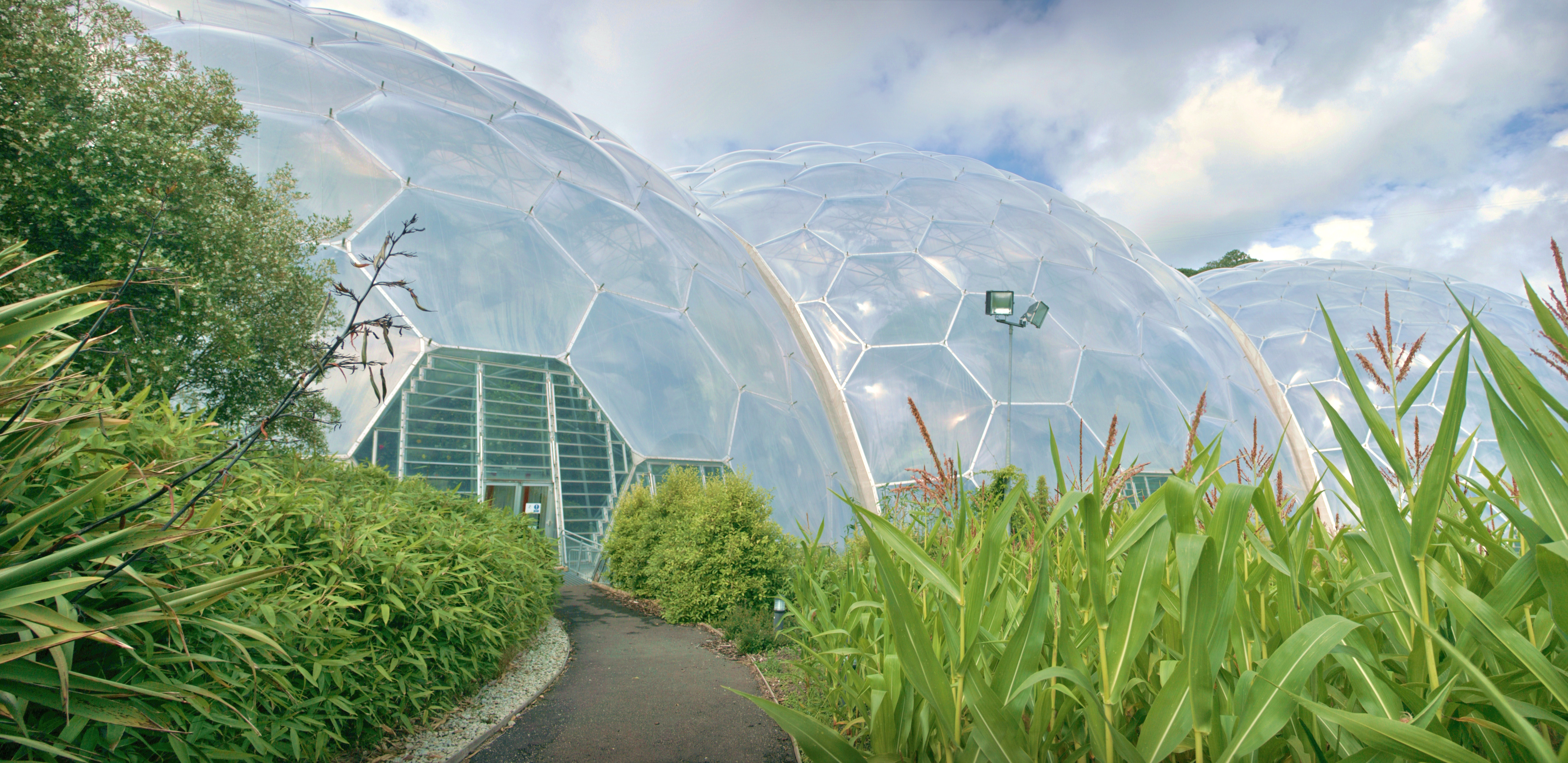
Biomas
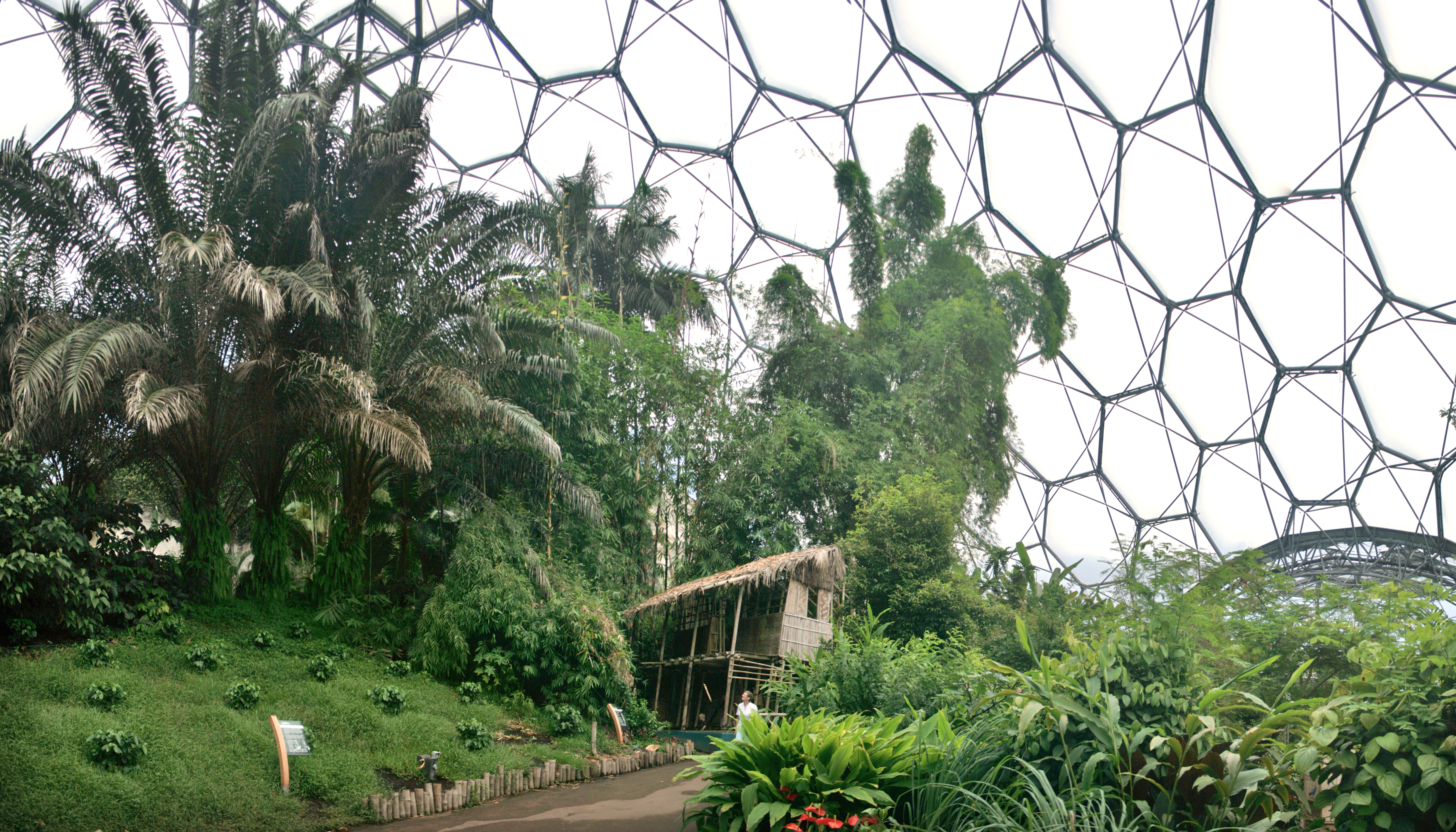
Bioma tropical
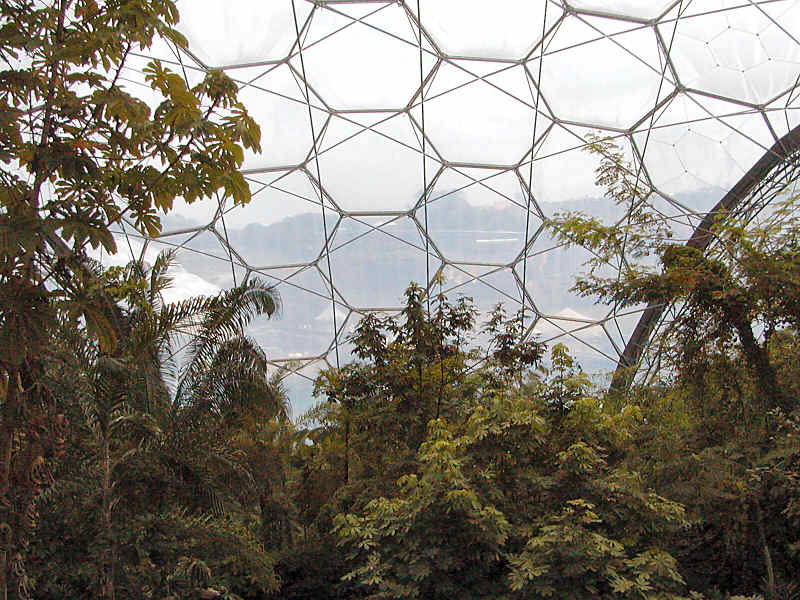
Interior del Bioma Tropical
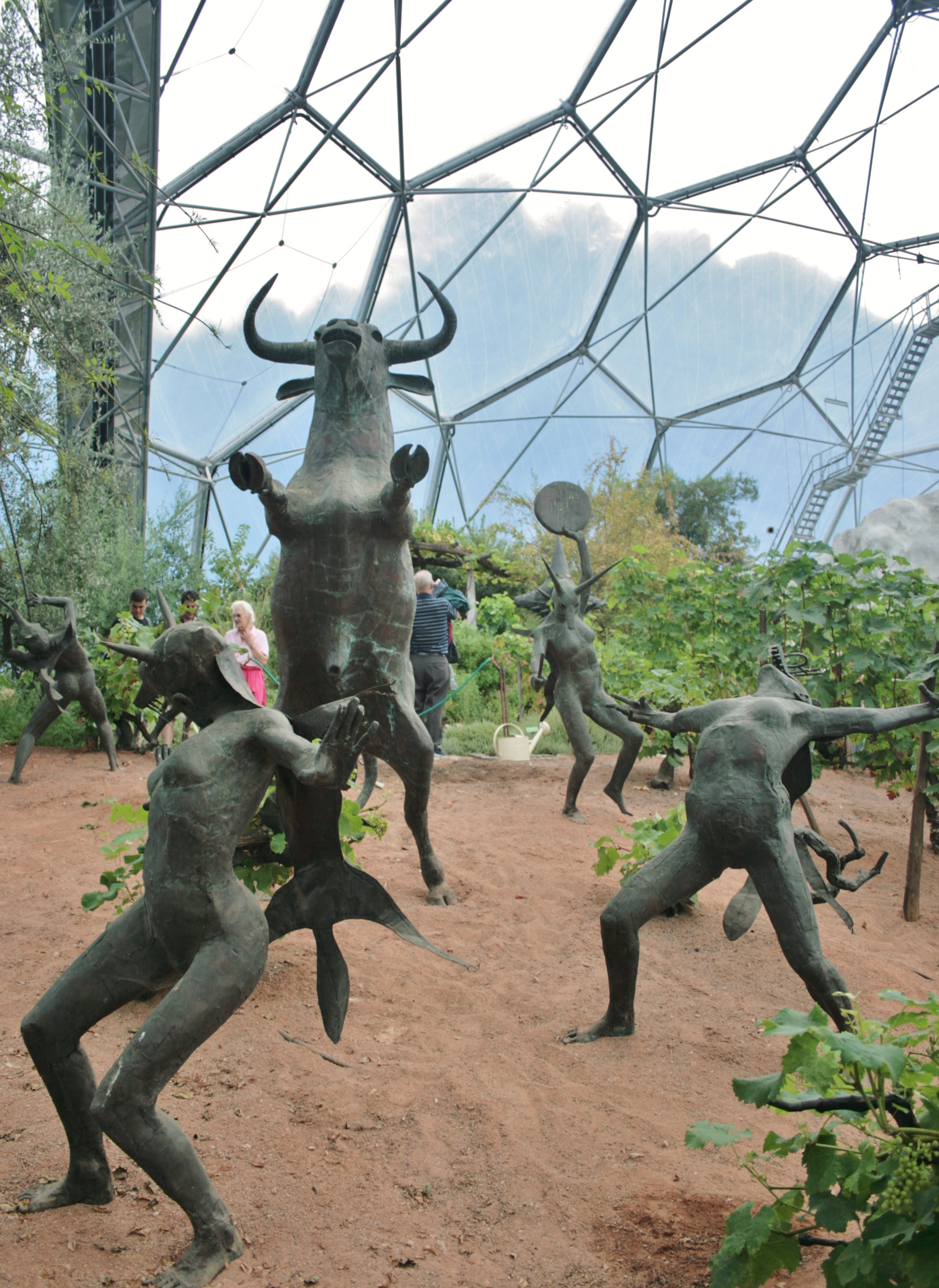
Bioma Mediterráneo
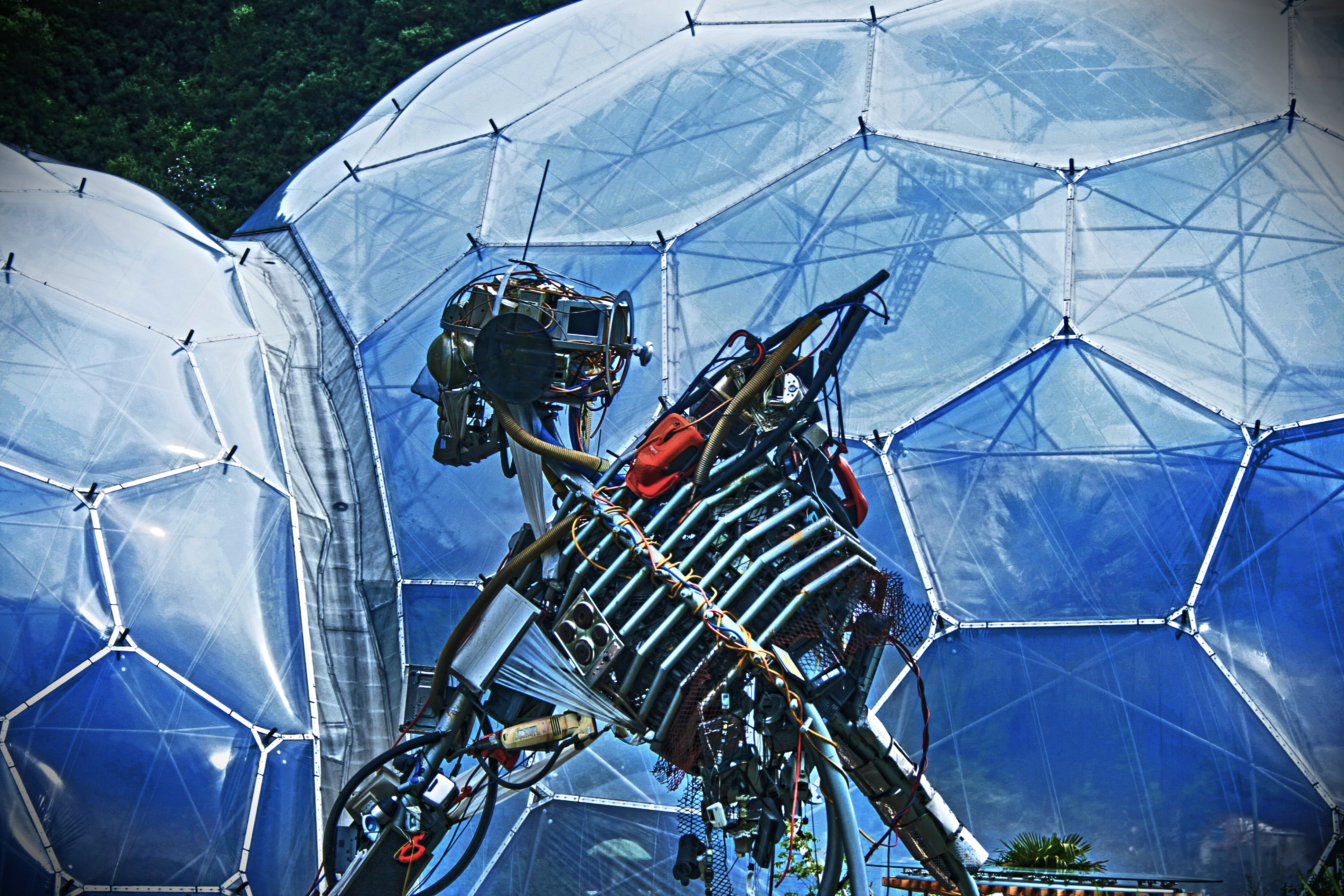
Escultura hecha con residuos

## Vivir con la naturaleza
Las cinco cúpulas de estructura geodésica albergan un conjunto excepcional de especies vegetales organizadas a lo largo de un curso paisajista. 
El proyecto, financiado por una fundación sin ánimo de lucro, hace hincapié en la conservación de los recursos y la contribución de la diversidad vegetal a la vida humana. La contribución educativa del proyecto permitió a la fundación obtener la etiqueta GiftAid que permite a la organización recuperar los impuestos del Estado británico. Estos impuestos que representan alrededor de un 30% del importe de las subvenciones.
Todas las tecnologías relacionadas con el cultivo de las plantas que se realizan y desarrollan en el Proyecto Eden se hacen en colaboración con distintos centros de investigación.
Los diseñadores del Proyecto Eden refutan el calificativo de parque temático. El parque se creó inicialmente para demostrar la capacidad de utilizar la naturaleza para regenerar un lugar deteriorado por la actividad humana. El parque implica sin embargo todos los ingredientes de un parque temático: Zona de tránsito señalizado, vestíbulo de atracciones, edificio de exposición, salas de proyección, recientemente construye en el 2006, el "Core" implica una armadura de madera de láminas claveteadas inspirada en el método de crecimiento vegetal, tal como se puede observar en el exterior de una piña donde las hojas leñosas se superponen, y una tienda que cierra la visita en el paso obligado. 